# Digital: A Love Story
Digital: A Love Story — компьютерная игра для Windows, Mac OS X и Linux, созданная и выпущенная Кристин Лав (англ. Christine Love) в 2010 году. Игра распространяется по лицензии CC-BY-NC-SA 3.0.

## Игровой процесс
Действие игры происходит во времена распространения BBS, в 1980-х годах. Путешествуя по различным BBS, игрок пытается разгадать тайну, скрытую в них.
Интерфейс игры выполнен в стиле первого персонального компьютера — Amiga 1000. Игрок может заходить на различные BBS, но для того, чтобы зайти, игрок должен вручную набрать номер телефона и пароль.
В ходе игры, различные персонажи присылают игроку сообщения, из которых складывается сюжет. Сообщения, которые отправляет игрок, никогда не показываются, но их содержание можно понять из писем, полученных от других персонажей.

## Реакция критиков
Игра получила положительные отзывы сайтов, посвящённым инди-играм. В этих рецензиях были отмечены интересный сюжет и необычный пользовательский интерфейс.